# Cúp bóng đá châu Á 2000
Cúp bóng đá châu Á 2000 (tên chính thức: AFC Asian Cup 2000) là Cúp bóng đá châu Á lần thứ 12 được tổ chức lần đầu tiên tại Liban từ 12 tháng 10 đến 29 tháng 10 năm 2000. Nhật Bản đã đánh bại Ả Rập Saudi trong trận chung kết tại Beirut để lần thứ hai lên ngôi vô địch.

## Sân vận động
| BeirutSidonTripoli | Beirut                          | Sidon                      | Tripoli                      |
| ------------------ | ------------------------------- | -------------------------- | ---------------------------- |
| BeirutSidonTripoli | Sân vận động Thành phố Thể thao | Sân vận động Quốc tế Saida | Sân vận động Olympic Quốc tế |
| BeirutSidonTripoli | Sức chứa: 47.799                | Sức chứa: 22.600           | Sức chứa: 22.400             |
| BeirutSidonTripoli |                                 |                            |                              |

## Vòng loại
Vòng loại của Cúp bóng đá châu Á 2000 diễn ra từ tháng 3 năm 1999. Đội đương kim vô địch Ả Rập Saudi và chủ nhà Liban được đặc cách vào thẳng. Vòng sơ loại gồm 42 đội chia làm 9 bảng, chọn ra 10 đội nhất nhì vào chơi vòng chung kết tại Liban.

## Các đội giành quyền vào vòng chung kết
| - Liban - Trung Quốc - Indonesia - Iran - Iraq - Nhật Bản |  | - Ả Rập Xê Út - Kuwait - Hàn Quốc - Qatar - Thái Lan - Uzbekistan |

## Vòng bảng
Giờ thi đấu tính theo giờ Liban (UTC+2).

### Bảng A
| Đội      | Trận | Thắng | Hoà | Thua | BT | BB | HS | Điểm |
| -------- | ---- | ----- | --- | ---- | -- | -- | -- | ---- |
| Iran     | 3    | 2     | 1   | 0    | 6  | 1  | +5 | 7    |
| Iraq     | 3    | 1     | 1   | 1    | 4  | 3  | +1 | 4    |
| Thái Lan | 3    | 0     | 2   | 1    | 2  | 4  | −2 | 2    |
| Liban    | 3    | 0     | 2   | 1    | 3  | 7  | −4 | 2    |

| Iraq                      | 2 – 0    | Thái Lan |
| ------------------------- | -------- | -------- |
| Chathir 27' · Mahmoud 60' | Chi tiết |          |

| Liban | 0 – 4    | Iran                                       |
| ----- | -------- | ------------------------------------------ |
|       | Chi tiết | Bagheri 19' · Estili 75', 87' · Daei 90+1' |

| Iran     | 1 – 1    | Thái Lan       |
| -------- | -------- | -------------- |
| Daei 73' | Chi tiết | Pituratana 12' |

| Liban                     | 2 – 2    | Iraq           |
| ------------------------- | -------- | -------------- |
| Chahrour 28' · Hojeij 76' | Chi tiết | Jeayer 5', 22' |

| Iran     | 1 – 0    | Iraq |
| -------- | -------- | ---- |
| Daei 77' | Chi tiết |      |

| Liban         | 1 – 1    | Thái Lan       |
| ------------- | -------- | -------------- |
| Fernandez 83' | Chi tiết | Pituratana 58' |

### Bảng B
| Đội        | Trận | Thắng | Hoà | Thua | BT | BB | HS | Điểm |
| ---------- | ---- | ----- | --- | ---- | -- | -- | -- | ---- |
| Trung Quốc | 3    | 1     | 2   | 0    | 6  | 2  | +4 | 5    |
| Kuwait     | 3    | 1     | 2   | 0    | 1  | 0  | +1 | 5    |
| Hàn Quốc   | 3    | 1     | 1   | 1    | 5  | 3  | +2 | 4    |
| Indonesia  | 3    | 0     | 1   | 2    | 0  | 7  | −7 | 1    |

| Hàn Quốc                              | 2 – 2    | Trung Quốc                                  |
| ------------------------------------- | -------- | ------------------------------------------- |
| Lee Young-Pyo 30' · Noh Jung-Yoon 58' | Chi tiết | Tô Mao Chấn 36' · Phạm Chí Nghị 66' (ph.đ.) |

| Kuwait | 0 – 0    | Indonesia |
| ------ | -------- | --------- |
|        | Chi tiết |           |

| Trung Quốc                                                      | 4 – 0    | Indonesia |
| --------------------------------------------------------------- | -------- | --------- |
| Lý Minh 2' · Thẩm Thi 7' (ph.đ.) · Dương Thần 10' · Kỳ Hồng 90' | Chi tiết |           |

| Hàn Quốc | 0 – 1    | Kuwait         |
| -------- | -------- | -------------- |
|          | Chi tiết | Al-Huwaidi 43' |

| Trung Quốc | 0 – 0    | Kuwait |
| ---------- | -------- | ------ |
|            | Chi tiết |        |

| Hàn Quốc                      | 3 – 0    | Indonesia |
| ----------------------------- | -------- | --------- |
| Lee Dong-Gook 30', 76', 90+1' | Chi tiết |           |

### Bảng C
| Đội         | Trận | Thắng | Hoà | Thua | BT | BB | HS  | Điểm |
| ----------- | ---- | ----- | --- | ---- | -- | -- | --- | ---- |
| Nhật Bản    | 3    | 2     | 1   | 0    | 13 | 3  | +10 | 7    |
| Ả Rập Xê Út | 3    | 1     | 1   | 1    | 6  | 4  | +2  | 4    |
| Qatar       | 3    | 0     | 3   | 0    | 2  | 2  | 0   | 3    |
| Uzbekistan  | 3    | 0     | 1   | 2    | 2  | 14 | −12 | 1    |

| Ả Rập Xê Út        | 1 – 4    | Nhật Bản                                             |
| ------------------ | -------- | ---------------------------------------------------- |
| Morioka 90' (l.n.) | Chi tiết | Yanagisawa 22' · Takahara 37' · Nanami 53' · Ono 88' |

| Qatar      | 1 – 1    | Uzbekistan  |
| ---------- | -------- | ----------- |
| Gholam 61' | Chi tiết | Qosimov 73' |

| Nhật Bản                                                                       | 8 – 1    | Uzbekistan |
| ------------------------------------------------------------------------------ | -------- | ---------- |
| Morishima 7' · Nishizawa 14', 25', 49' · Takahara 18', 20', 57' · Kitajima 79' | Chi tiết | Lushan 29' |

| Ả Rập Xê Út | 0 – 0    | Qatar |
| ----------- | -------- | ----- |
|             | Chi tiết |       |

| Ả Rập Xê Út                                               | 5 – 0    | Uzbekistan |
| --------------------------------------------------------- | -------- | ---------- |
| Al-Otaibi 18' · Al-Shalhoub 35', 78', 86' · Al-Temyat 88' | Chi tiết |            |

| Nhật Bản      | 1 – 1    | Qatar          |
| ------------- | -------- | -------------- |
| Nishizawa 61' | Chi tiết | Al-Obaidly 22' |

### Đội đứng thứ 3 xuất sắc nhất
Sau khi kết thúc vòng bảng, AFC sẽ xác định điểm, hiệu số bàn thắng-bại & thành tích đối đầu của 3 đội đứng thứ 3 trong vòng bảng. Đội nào có điểm nhiều hơn (hoặc hơn về hiệu số bàn thắng-bại; thành tích đối đầu tốt hơn) thì đi tiếp vào tứ kết. AFC sẽ xác định 2 đội đứng thứ 3 xuất sắc nhất lọt vào vòng trong.
| Đội      | Trận | Thắng | Hoà | Thua | BT | BB | HS | Điểm |
| -------- | ---- | ----- | --- | ---- | -- | -- | -- | ---- |
| Hàn Quốc | 3    | 1     | 1   | 1    | 5  | 3  | +2 | 4    |
| Qatar    | 3    | 0     | 3   | 0    | 2  | 2  | 0  | 3    |
| Thái Lan | 3    | 0     | 2   | 1    | 2  | 4  | −2 | 2    |

## Vòng đấu loại trực tiếp
|  | Tứ kết                | Tứ kết               |                      |   | Bán kết       | Bán kết       |  |  | Chung kết | Chung kết |
|  |                       |                      |                      |   |               |               |  |  |           |           |
|  | 23 tháng 10 - Sidon   |                      |                      |   |               |               |  |  |           |           |
|  |                       |                      |                      |   |               |               |  |  |           |           |
|  | Trung Quốc            | 3                    |                      |   |               |               |  |  |           |           |
|  | Trung Quốc            | 3                    | 26 tháng 10 - Beirut |   |               |               |  |  |           |           |
|  | Qatar                 | 1                    |                      |   |               |               |  |  |           |           |
|  | Qatar                 | 1                    | Trung Quốc           | 2 |               |               |  |  |           |           |
|  | 24 tháng 10 - Beirut  |                      | Trung Quốc           | 2 |               |               |  |  |           |           |
|  |                       | Nhật Bản             | 3                    |   |               |               |  |  |           |           |
|  | Nhật Bản              | Nhật Bản             | 3                    | 4 |               |               |  |  |           |           |
|  | Nhật Bản              |                      | 29 tháng 10 - Beirut | 4 |               |               |  |  |           |           |
|  | Iraq                  | 1                    |                      |   |               |               |  |  |           |           |
|  | Iraq                  | 1                    | Nhật Bản             | 1 |               |               |  |  |           |           |
|  | 23 tháng 10 - Tripoli |                      | Nhật Bản             | 1 |               |               |  |  |           |           |
|  |                       | Ả Rập Xê Út          | 0                    |   |               |               |  |  |           |           |
|  | Iran                  | Ả Rập Xê Út          | 0                    | 1 |               |               |  |  |           |           |
|  | Iran                  | 26 tháng 10 - Beirut |                      | 1 |               |               |  |  |           |           |
|  | Hàn Quốc (h.p.)       | 2                    |                      |   |               |               |  |  |           |           |
|  | Hàn Quốc (h.p.)       | 2                    | Hàn Quốc             | 1 |               |               |  |  |           |           |
|  | 24 tháng 10 - Beirut  |                      | Hàn Quốc             | 1 |               |               |  |  |           |           |
|  |                       | Ả Rập Xê Út          | 2                    |   | Tranh hạng ba | Tranh hạng ba |  |  |           |           |
|  | Kuwait                | Ả Rập Xê Út          | 2                    | 2 | Tranh hạng ba | Tranh hạng ba |  |  |           |           |
|  | Kuwait                |                      | 29 tháng 10 - Beirut | 2 |               |               |  |  |           |           |
|  | Ả Rập Xê Út (h.p.)    | 3                    |                      |   |               |               |  |  |           |           |
|  | Ả Rập Xê Út (h.p.)    | 3                    | Trung Quốc           | 0 |               |               |  |  |           |           |
|  |                       |                      |                      |   |               |               |  |  |           |           |
|  | Hàn Quốc              | 1                    |                      |   |               |               |  |  |           |           |
|  | Hàn Quốc              | 1                    |                      |   |               |               |  |  |           |           |

### Vòng tứ kết
| Iran        | 1 – 2 (s.h.p.) | Hàn Quốc                             |
| ----------- | -------------- | ------------------------------------ |
| Bagheri 71' | Chi tiết       | Kim Sang-Sik 90' · Lee Dong-Gook 99' |

| Trung Quốc                                | 3 – 1    | Qatar        |
| ----------------------------------------- | -------- | ------------ |
| Lý Minh 9' · Kỳ Hồng 38' · Dương Thần 54' | Chi tiết | Al-Enazi 65' |

| Nhật Bản                                   | 4 – 1    | Iraq        |
| ------------------------------------------ | -------- | ----------- |
| Nanami 8', 29' · Takahara 11' · Myojin 62' | Chi tiết | A. Obeid 4' |

| Kuwait                               | 2 – 3 (s.h.p.) | Ả Rập Xê Út                          |
| ------------------------------------ | -------------- | ------------------------------------ |
| Bashar Abdullah 62' · Al-Huwaidi 68' | Chi tiết       | Al-Temyat 45+1' 109' · Al-Meshal 72' |

### Vòng bán kết
| Hàn Quốc            | 1 – 2    | Ả Rập Xê Út        |
| ------------------- | -------- | ------------------ |
| Lee Dong-Gook 90+1' | Chi tiết | Al-Meshal 76', 80' |

| Trung Quốc                   | 2 – 3    | Nhật Bản                                              |
| ---------------------------- | -------- | ----------------------------------------------------- |
| Kỳ Hồng 30' · Dương Thần 48' | Chi tiết | Phạm Chí Nghị 21' (l.n.) · Nishizawa 53' · Myojin 61' |

### Tranh hạng ba
| Hàn Quốc          | 1 – 0    | Trung Quốc |
| ----------------- | -------- | ---------- |
| Lee Dong-Gook 76' | Chi tiết |            |

### Chung kết
| Nhật Bản      | 1 – 0    | Ả Rập Xê Út |
| ------------- | -------- | ----------- |
| Mochizuki 30' | Chi tiết |             |

### Vô địch
| Vô địch Asian Cup 2000 Nhật Bản Lần thứ hai |

## Giải thưởng
| Cầu thủ xuất sắc nhất | Vua phá lưới  | Đội đoạt giải phong cách |
| --------------------- | ------------- | ------------------------ |
| Nanami Hiroshi        | Lee Dong-Gook | Ả Rập Xê Út              |

### Đội hình tiêu biểu
| Thủ môn   | Hậu vệ                                           | Tiền vệ                                                                    | Tiền đạo                       |
| --------- | ------------------------------------------------ | -------------------------------------------------------------------------- | ------------------------------ |
| Giang Kim | Hong Myung-Bo Mohammed Al-Khilaiwi Jamal Mubarak | Nanami Hiroshi Nawaf Al-Temyat Abbas Obeid Karim Bagheri Nakamura Shunsuke | Lee Dong-Gook Takahara Naohiro |

## Cầu thủ ghi bàn
| 6 bàn - Lee Dong-Gook 5 bàn - Nishizawa Akinori - Takahara Naohiro 3 bàn - Kỳ Hồng - Dương Thần - Ali Daei - Nanami Hiroshi - Talal Al-Meshal - Mohammad Al-Shalhoub - Nawaf Al-Temyat 2 bàn - Lý Minh - Karim Bagheri - Hamid Estili - Sabah Jaeer - Myojin Tomokazu - Jasem Al-Huwaidi - Sakesan Pituratana | 1 bàn - Phạm Chí Nghị - Thẩm Thi - Tô Mao Chấn - Qahtan Chatir - Abbas Obeid - Haidar Mahmoud - Kitajima Hideaki - Mochizuki Shigeyoshi - Morishima Hiroaki - Ono Shinji - Yanagisawa Atsushi - Kim Sang-Sik - Lee Young-Pyo - Noh Jung-Yoon - Bashar Abdullah - Abbas Chahrour - Luís Fernandez - Moussa Hojeij - Mohammed Salem Al-Enazi - Abdulnasser Al-Obaidly - Mohammed Gholam - Marzouk Al-Otaibi - Sergey Lushan - Mirjalol Qosimov 1 bàn (phản luới nhà) - Phạm Chí Nghị (trong trận gặp Nhật Bản) - Morioka Ryuzo (trong trận gặp Ả Rập Saudi) |